# Langues algonquiennes
Pour les articles homonymes, voir Algonquin (homonymie).
Les langues algonquiennes, sont une famille de langues parlées en Amérique du Nord, pratiquées par les Algonquiens et qui incluent la plupart des langues de la famille algique (les autres étant le wiyot et le yurok du nord-ouest de la Californie). Il ne faut pas confondre les langues algonquiennes avec l'algonquin, qui est l'une des nombreuses langues algonquiennes.
Avant la colonisation européenne des Amériques, les peuples parlant les langues algonquiennes s'étendaient de la côte est de l'Amérique du Nord jusqu'aux Montagnes Rocheuses.

## Famille

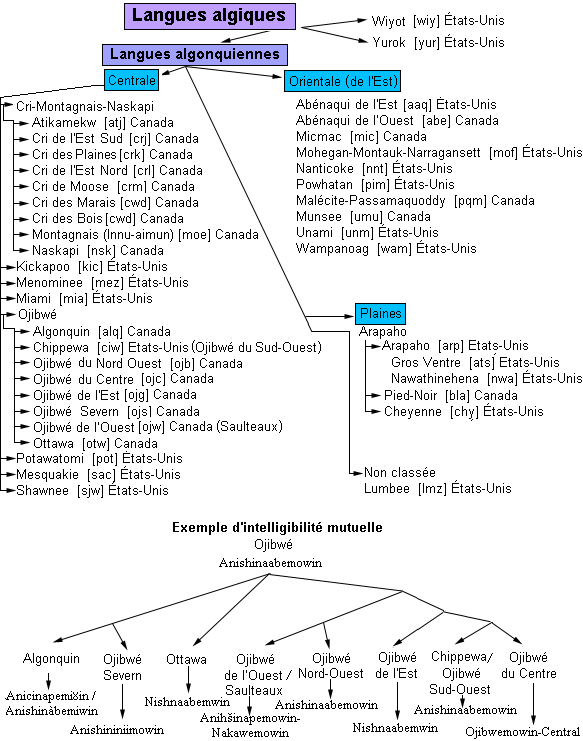
Classification des langues algonquiennes et ses dialectes

Cette famille peut se diviser sommairement en trois sous-familles majeures :

### Branche dite des plaines
- arapaho
- atsina ou gros-ventre (†)
- pied-noir
- cheyenne

### Branche centrale
- Chaîne dialectale 
  - cri
  - atikamekw
  - innu-aimun (montagnais)
  - naskapi
- kickapoo
- menominee
- mesquakie, aussi appelé sauk et fox
- miami-illinois (†)
- potawatomi
- shawnee
- ojibwé qui forme une chaîne dialectale avec  
  - chippewa
  - saulteaux
  - oji-cri
  - odawa
  - algonquin

### Branche orientale
- Inteligibles dans la Confédération Wabanaki
  - abénaqui (†) et penobscot
  - malécite-passamaquoddy
  - micmac

- nipmuck (†)
- delaware
  - unami (†) (lenape)
  - munsee
- quiripi (†)
- powhatan (†) et nanticoke (†)
- mohican (†)
- mohegan (†)
- narragansett (†), montauk et wampanoag
- massachusett (†)

Le groupe pourrait également inclure la langue disparue beothuk de Terre-Neuve, même si les indices sont rares. L'etchemin et le langage pré-colonial des Lumbee étaient peut-être des langues algonquiennes, mais dans les deux cas la documentation est quasi inexistante.
La famille des langues algonquiennes est renommée pour sa morphologie complexe
et son système de verbes sophistiqué. Des phrases qui prennent un nombre important de mots en français peuvent s'exprimer en un seul « mot ». Par exemple, « Il est entendu par des puissances supérieures » se dit en menominee « enae:ni:hae:w » ; « cela nous effraie » se traduit en Cree des Plaines par « kāstāhikoyahk ». Typiquement, les langues de cette famille utilisent au moins deux troisièmes personnes distinctes, afin que les locuteurs puissent suivre les personnages principaux dans le récit. Elles ont été notamment étudiées par Leonard Bloomfield et Edward Sapir. Beaucoup de ces langues sont gravement menacées, et d'autres ont complètement disparu.
Comme les langues algonquiennes sont parmi les premières que les Européens ont découvertes en Amérique du Nord, elles ont donné aux langues des colons de nombreux mots. Beaucoup d'États de l'Est des États-Unis portent des noms d'origine algonquienne : Massachusetts, Illinois, Michigan, Ohio, Wisconsin, ainsi que de nombreuses villes : Milwaukee, Chicago, etc.  Trois provinces canadiennes ont aussi un nom d'origine algonquienne, le Québec, le Manitoba et la Saskatchewan. Le nom de la capitale du Canada provient d'une nation algonquienne, les Outaouais.

## Mots d'origine algonquienne

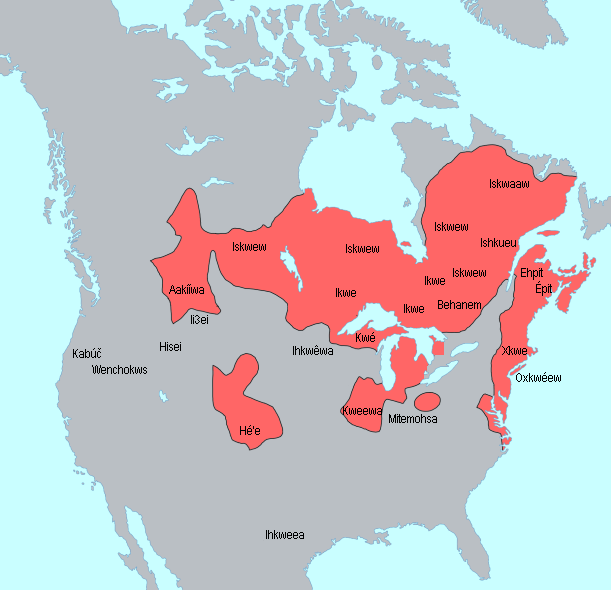
Le mot Femme dans les différents dialectes algonquiens

- carcajou (kuekwatsheu) : nom couramment donné en Amérique au glouton.
- maskinongé (littéralement brochet difforme) : poisson apparenté au brochet.
- caribou (voir aussi « caribou des bois »).
- mocassin : chaussure.
- moose « orignal » en anglais uniquement.
- opossum (et « possum » en anglais).
- papoose « enfant d'Amérindien ».
- pacane ou noix de pécan en français (« pecan » en anglais, pakan via le langage mobile) : noix.
- pemmican.
- persimmon en anglais qui signifie « plaqueminier » ou « kaki ». Le mot persimmon dérive de putchamin, pasiminan, ou pessamin, du Powhatan, relié au Blackfoot, Cri et Mohican signifiant « un fruit sec »[5].
- pone (pain de maïs en anglais) (Powhatan appoans) : pain.
- Potawatomi.
- powwow dérive  d'un mot narragansett powwaw signifiant « chef spirituel ».
- quahog.
- racoon (ou raccoon en anglais) : raton laveur, dérive de l'algonquin ärähkun ou ahrah-Koon-em - (d'autres transcriptions existent) qui est la prononciation utilisée par le chef Powhatan et sa fille Pocahontas pour l'animal, qui signifie « celui qui dérobe, frotte et érafle avec ses mains »[6].
- sachem dérive de l'algonquin central hākimāw: ogimaa en ojibwé[7]; et écrit ogimà en algonquin[8], gimaa en Ottawa[9], wgema en potawatomi; anglicisé sous la forme d'Ogema.
- skunk en anglais (signifiant mouffette en français) dérive d'un mot abénaki, segongw, segonku, qui signifie « celui qui éjecte ». De shekãkwa : pulvérisation d'eau malodorante.
- squash en anglais (signifiant courge en français), de askootaskwash) : fruit de la santé/vie.
- squaw qui signifie « femme ».
- succotash est un mot qui dérive de msikwatash : aliments mélangés, plat de maïs traditionnel de nombre de célébrations de Thanksgiving.
- toboggan (otoban) qui signifie à proprement parler « traîne », traîneau sans patins fait de planches de bois minces recourbées à l’avant (on le désigne encore aujourd'hui chez les Québécois comme « traîne sauvage »).
- tomahawk de tomah'hauk : hache de guerre[10].
- wampum de wapapyaki : biens commerciaux, est une corde ou une ceinture.
- wapiti (wapitik) : daim blanc ; grand cerf d'Amérique du Nord et de Sibérie.
- wigwam (wikiwam) : hutte ou tente des Amérindiens.
- woodchuck dérive de wuchak.

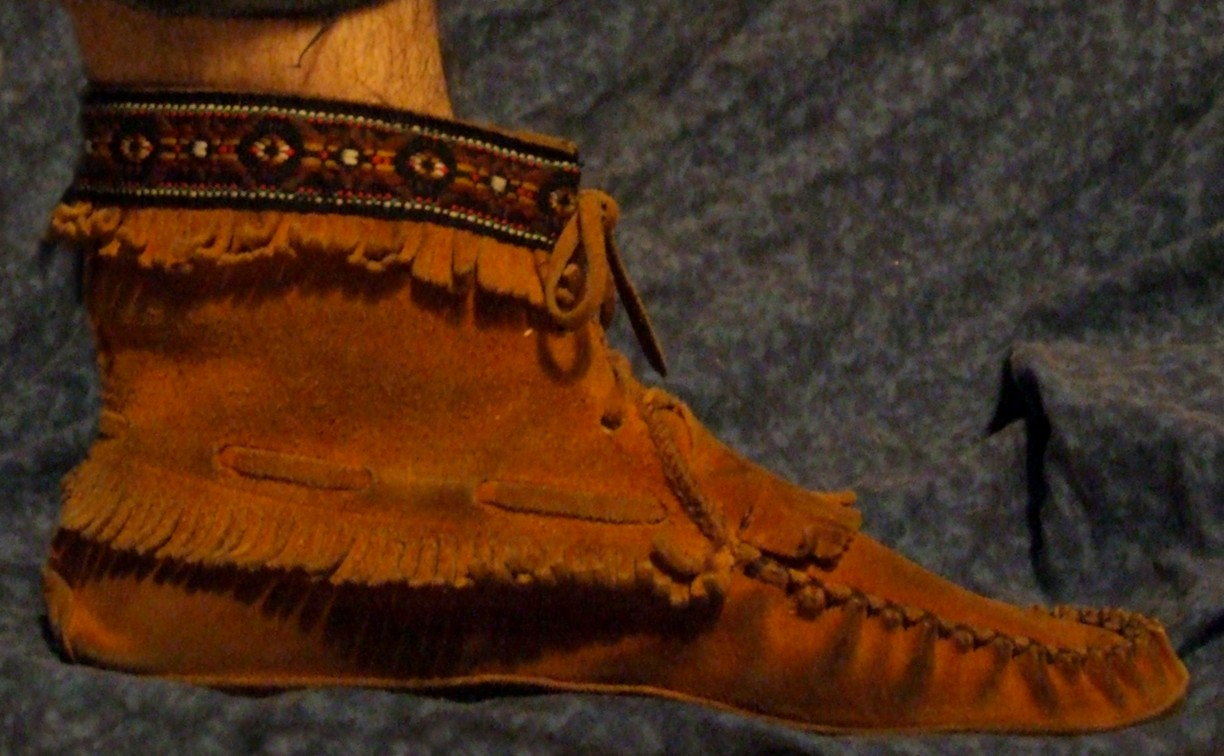
Mocassins amérindiens.
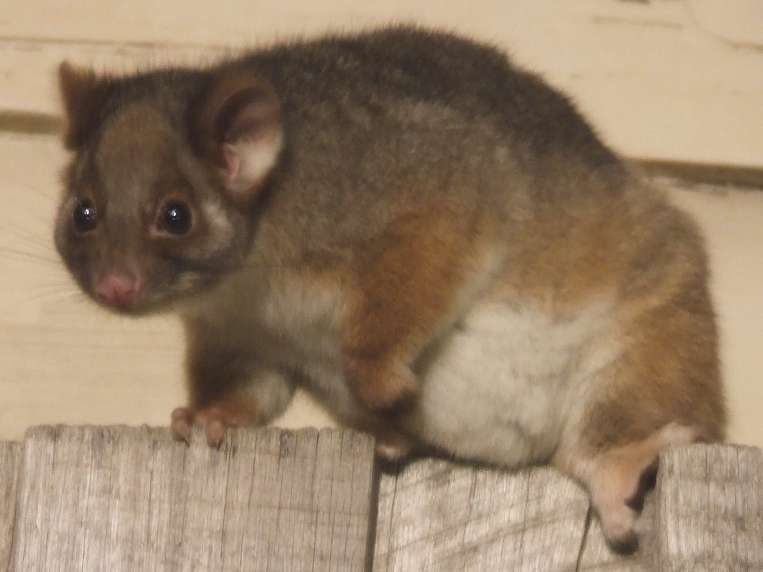
Un opossum.
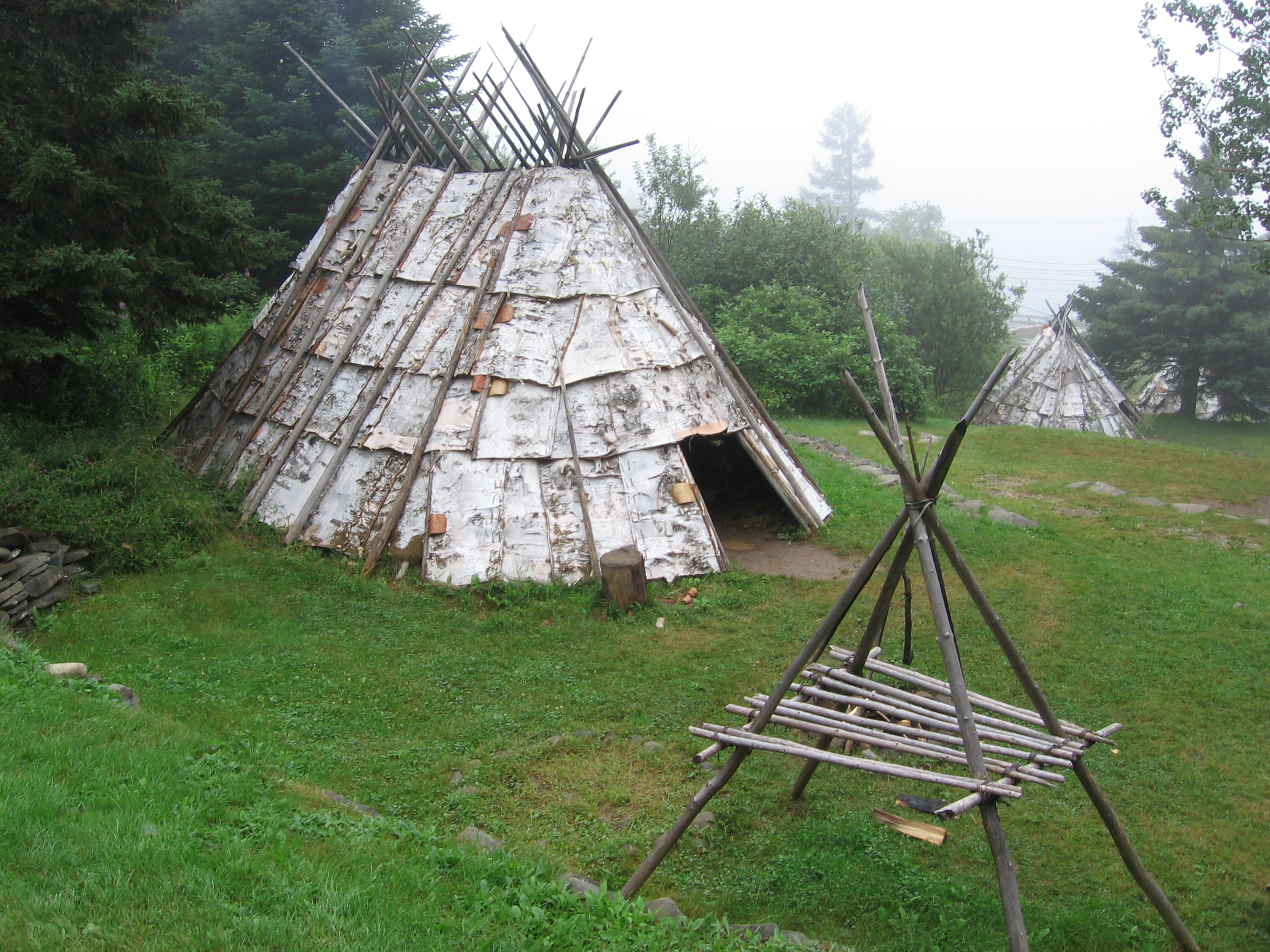
Un wigwam est un type d'habitation construit par les Micmacs et les Algonquins.

## Noms d'origine algonquienne
- Chicago du mot Illinois-Miami sikaakwa, déformé par les Français en « Checagou » ou « Checaguar », qui signifie « oignon sauvage »[11]. Selon Serge Bouchard anthropologue, le mot chicago désigne une moufette en Ilnu. Les Ilnus appelaient la ville ainsi parce qu'elle empestait littéralement. D'ailleurs pour régler les problèmes de salubrité de cette ville, on a dû creuser le Canal Chicago qui détourna les eaux de la Rivière Chicago qui se jetaient alors dans le Lac Michigan pour les rediriger vers le bassin du Mississippi.
- Massachusetts signifie « un endroit d'une grande colline ».
- Ottawa (adawe): c'est-à-dire « commercer ». C'est le nom qu'on donnait au peuple qui contrôlait le commerce sur la rivière.
- Québec (kebek): la région qui entourait la ville de Québec, Uepishtikueiau en innu dérivé de « upau »  le terme qui décrit un « passage étroit » ou un « détroit » , soit le rétrécissement du fleuve au cap Diamant.

## Code
- Étiquette d'identification de langues IETF : alg